# Montionkuy (Doumbala)
Pour les articles homonymes, voir Montionkuy.
Montionkuy est une commune située dans le département de Doumbala de la province de Kossi au Burkina Faso.